# Європейська система центральних банків
Не слід плутати з Євросистемою
Європейська система центральних банків (ЄСЦБ) — система до якої входять Європейський центральний банк та центральні банки країн ЄС, створена передусім для забезпечення стабільності цін. Розробляє і проводить узгоджену валютну політику країн учасниць та закордонні валютні операції, а також розрахункові операції в межах платіжного балансу, затверджує банкноти, надає відповідні консультації та ін. Створена згідно з умовами Маастрихтського договору.

## Опис
ЄСЦБ — відносно незалежна, що виявляється передусім у неможливості примусу з боку урядів щодо покриття ними зовнішніх і внутрішніх боргів. Діяльність ЄСЦБ ґрунтується принципах саморегулювання (співвідношення попиту і пропозиції на валютні ресурси, дотримання вимог вільної конкуренції тощо) і державного та наддержавного регулювання економіки. Про результати своєї діяльності ЄСЦБ звітує перед Комісією ЄС, Радою ЄС та Європарламентом.
Процедури ухвалювання рішень в Європейській монетарній системі (ЄМС) варіюються залежно від питання:
- карбування монет у країнах-членах — процедура співпраці після консультацій з Європейським центральним банком (ЄЦБ);
- формулювання керівних положень щодо політики обмінного курсу — Рада ухвалює рішення кваліфікованою більшістю за рекомендацією ЄЦБ або Комісії після консультації з ЄЦБ;
- застосування заходів, передбачених статутом Європейської системи центральних банків, а також умов, за яких ЄЦБ має право стягувати штрафи — Рада вирішує кваліфікованою більшістю за рекомендацією ЄЦБ і після консультацій з Європейським Парламентом та Комісією;
- технічні зміни до Статуту ЄСЦБ — Рада вирішує кваліфікованою більшістю за рекомендацією ЄЦБ і після консультацій з Комісією за згоди Європейського Парламенту;
- обмінний курс євро відносно валют третіх країн (за межами ЄС) — Рада ухвалює одностайно за рекомендацією ЄЦБ або Комісії після консультацій з Європейським Парламентом.

## Члени ЄСЦБ
| Члени Єврозони |                               |
| Єврозона       | Європейський центральний банк |
| Австрія        | Національний банк Австрії     |
| Бельгія        | Національний банк Бельгії     |
| Кіпр           | Центральний банк Кіпру        |
| Естонія        | Банк Естонії                  |
| Фінляндія      | Банк Фінляндії                |
| Франція        | Банк Франції                  |
| Німеччина      | Німецький Бундесбанк          |
| Греція         | Банк Греції                   |
| Ірландія       | Центральний банк Ірландії     |
| Італія         | Банк Італії                   |
| Латвія         | Банк Латвії                   |
| Литва          | Банк Литви                    |
| Люксембург     | Центральний банк Люксембургу  |
| Мальта         | Центральний банк Мальти       |
| Нідерланди     | Нідерландський банк           |
| Португалія     | Банк Португалії               |
| Словаччина     | Національний банк Словаччини  |
| Словенія       | Банк Словенії                 |
| Іспанія        | Банк Іспанії                  |
| Інші           |                               |
| Болгарія       | Болгарський народний банк     |
| Хорватія       | Хорватський народний банк     |
| Чехія          | Національний банк Чехії       |
| Данія          | Національний банк Данії       |
| Угорщина       | Угорський національний банк   |
| Польща         | Національний банк Польщі      |
| Румунія        | Національний банк Румунії     |
| Швеція         | Банк Швеції                   |